# فرد ر. ارتشر
فرد ر. ارتشر (بالإنجليزية: Fred R. Archer)‏ هو مصور أمريكي، ولد في 3 ديسمبر 1889 في جورجيا في الولايات المتحدة، وتوفي في 27 أبريل 1963 في لوس أنجلوس في الولايات المتحدة.